# Patience Jonathan
Kiên nhẫn Faka Jonathan (nee Oba) sinh ngày 25 tháng 10 năm 1957. Bà là cựu đệ nhất phu nhân Nigeria và là vợ của cựu Tổng thốngNigeria, Goodluck Jonathan. Bà phục vụ như một thư ký thường trực ở bang Bayelsa quê hương của mình.

## Giáo dục
Sinh năm 1930 tại Port Harcourt, bà nhận được chứng chỉ của trường vào năm 1976, và đậu kỳ thi Chứng chỉ Trường Tây Phi (WASCE) vào năm 1980. Năm 1989, bà nhận được Chứng chỉ Giáo dục Quốc gia (NCE) về Toán và Sinh học tại Trường Đại học nghệ thuật và khoa học bang Rivers, Port Harcourt. Sau đó, bà tiếp tục học tại Đại học Port Harcourt và theo học ngành B.Ed in Biology and Psychology. Bà được trao bằng tiến sĩ danh dự của Đại học Port Harcourt.

## Nghề nghiệp
Jonathan bắt đầu sự nghiệp của cô là một giáo viên tại Stella, đám cưới cao Đẳng, london và thể Thao Viện Isaka. Sau đó cô chuyển đến ngành ngân hàng vào năm 1997. Cô ấy từng là giám Đốc tiếp Thị của Imiete Cộng đồng Ngân hàng. Sau đó cô được thành lập đầu tiên cộng đồng ngân hàng ở london gọi là Akpo Cộng đồng Ngân hàng. Cô ấy quay trở lại lớp học một thời gian ngắn một lần nữa là một giáo viên. Cuối cùng, cô ấy đã được chuyển đến Bayelsa Nước Bộ Giáo dục, nơi cô phục vụ cho đến khi 29 Tháng năm 1999 khi chồng cô đã trở thành Phó tổng thống Đốc bang. Vào ngày 12 tháng 7 năm 2012, cô đã được bổ nhiệm làm như là vĩnh viễn thư ký trong Bayelsa nước của thống Đốc, Henry Seriake Dickson, Những cuộc hẹn được duy nhất xem xét cô đã được để lại từ các dịch vụ dân sự cho hơn 13 năm kể từ khi chồng cô đã trở thành phó tổng thống đốc trong năm 1999, và một vài nhà phê bình lập luận đó là một quốc gia bối rối làm nổi bật không có bằng khen hay bằng chứng về bất kỳ suất gần đây để đảm bảo một khuyến mãi đến đỉnh cao của cuộc nội vụ. Nó bị cáo buộc là rằng thống Đốc, Henry Seriake Dickson được tài trợ của ông thống đốc vị trí của chồng cô. Phụ nữ đầu Tiên của Nigeria (2010 - 2015).
Cô và chồng cô có hai con - Arewera Adolphus Jonathan (một cậu bé) và Aruabi Jonathan (girl).

## Việc làm từ thiện
Kiên nhẫn Israel Jonathan đã được công nhận địa phương, nước và quốc tế cho cô việc làm từ thiện và chính trị thực dụng. Cô nhận được "Vượt qua Những giọt nước Mắt" nhân Đạo Quốc tế giải Thưởng New York, MỸ. trong năm 2008, cho vai trò của mình trong cuộc chiến toàn cầu chống lại HIV/AIDS, các Phi đại Sứ Thiện chí giải Thưởng (Los Angeles, california, USA năm 2008) và là người nhận danh "Gió của sự thay Đổi" giải Thưởng từ phía Nam Nam Nữ Tổ chức.
Khi may mắn Jonathan từng là thống Đốc giữa năm 2005 và 2007, Kiên nhẫn Jonathan phục vụ nhà nước trong khả năng của người Phụ nữ đầu tiên của Bayelsa Nước. Trong thời gian này, cô được thành lập nhiều từ thiện và phụ nữ quyền, trong đó có Một-Aruere Reachout nền Tảng (AARF), mà cô lập để cải thiện tình trạng và khả năng thu nhập của phụ nữ Nigeria và thanh niên. Nền tảng đã có tập trung vào hỗ trợ và hỗ trợ trẻ em với trái tim-vấn đề liên quan.

## Khác

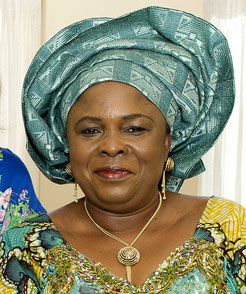
Jonathan vào năm 2012.

Nó đã được công bố 4 tháng 9 năm 2012 rằng cô ấy nhập viện ở Đức sau một cơn của ngộ độc thực phẩm mà kéo dài ngày. Kiên nhẫn ngã bệnh khoảng 10 ngày trước đó theo sau cô ấy lưu trữ của một hội nghị thượng đỉnh của phụ nữ đầu tiên từ trên khắp châu Phi.
Kiên nhẫn được thải ra từ Horst Schmidt, bao cao su trong Wiesbaden vào ngày 2 tháng năm 2012. Khi các phương tiện truyền thông quốc gia nhận thấy không bình thường biến mất từ xem công cộng sự tiếp cận của văn phòng của cô đã ban đầu làm chệch hướng sự chú ý bằng cách từ chối, cô ấy đã ở Đức để sử dụng chất lượng cao chăm sóc sức khỏe cung cấp của quốc gia. Cô ấy phát ngôn viên, Bây Osinlu, phát hành một tuyên bố nói rằng cô ấy đã đi đến Đức "để mất thời gian để phần còn lại" và không cho mục đích y tế. Điều này là để tránh làm nổi bật các gia đình tổng thống đều tránh sử dụng chất lượng thấp chăm sóc sức khỏe hệ thống cung cấp cho người Nigeria và thích chất lượng cao hơn nước ngoài quy định cho mình vào người nộp thuế chi phí khi cần thiết.
Những cảm xúc Nigeria đầu Tiên phụ nữ Kiên nhẫn Jonathan bị phá vỡ trong nước mắt khi nghe những tin tức mới nhất về vụ bắt cóc của các cô gái của chính Phủ cô Gái học Trung học ở Chibok. Kiên nhẫn Jonathan đã tham gia trong cuộc tranh cãi trong cuộc khủng hoảng hơn 230 Chibok cô gái bị bắt cóc bởi đỉnh núi cao nhất ở đông bắc Nigeria. Sau một cuộc họp cô triệu tập vào Tháng năm 2014 với đại diện của Chibok cộng đồng, mà trẻ em đã bị bắt cóc, đã có báo cáo rằng một trong những nhà lãnh đạo - Naomi Mutah - đã bị bắt giữ bởi cảnh sát. Nó đã bị cáo buộc mà Bà Jonathan đã cảm thấy khinh thường mà các bà mẹ của các bắt cóc cô gái đã gửi cho Ms Mutah đến cuộc họp. Ngay sau khi các cuộc họp, Ms Mutah đã được đưa đến một trạm cảnh sát và tổ chức. Pogo Bitrus, một Chibok lãnh đạo cộng đồng, mô tả việc giam giữ là 'không may' và 'nhạy cảm, và nói ông hy vọng Bà Jonathan sẽ sớm 'nhận ra lỗi lầm'. Bà Jonathan không có hiến pháp quyền ra lệnh bắt giữ. Tin tức báo cáo một nhà lãnh đạo cộng đồng, chọn saratu Angus Ndirpaya, nói rằng Bà Jonathan bị buộc tội các hoạt động của chế tạo những vụ bắt cóc để cho chính phủ một cái tên xấu. Nó báo cáo mà cô cũng cho biết người Phụ nữ đầu Tiên buộc tội họ hỗ trợ đỉnh núi cao nhất. hiện Nay có vẻ là người ủng hộ quan điểm của mình về vấn đề này như tình hình mới được đưa này kịch bản như gô}

## Cũng nhìn thấy
- Danh sách của mọi người từ london